# Aristolochia californica
Aristolochia californica är en piprankeväxtart som beskrevs av John Torrey. Aristolochia californica ingår i släktet piprankor, och familjen piprankeväxter. Inga underarter finns listade i Catalogue of Life.